# 鐵路警區
鐵路警區（英語：Railway District，縮寫：RAILDIST）隸屬於香港警務處行動處行動部東九龍總區，為唯一一個跨香港行政區劃的警區，負責維持港鐵鐵路站及沿線的公共安全。2024年6月中起，鐵路警區解散，港鐵的保安工作改由香港警察的五個陸上總區負責。

## 功能
鐵路警區警務人員除了會在各鐵路站巡邏外，亦會於列車車廂內執勤，又會在不同的崗位駐守，例如警務辦公室等等。其中便裝警務人員通常都留守在車廂內，針對性打擊非禮、偷竊、偷拍及有乘客在港鐵車廂內飲食等罪行。
鐵路警區在處理重大事故上與其他警區及多個政府部門保持極其緊密的夥伴關係。當遇上事故時，例如列車故障以致嚴重延誤以及交通事故時，鐵路警區就會協調受到影響的地面警區及其他政府部門，以確保乘客能夠迅速及安全地撤離，同時作出有效率的應變，確保鐵路系統能夠在安全的情況下盡快恢復，以減低事故所造成的破壞及負面影響。此外，東京地鐵沙林毒氣事件、馬德里三一一爆炸案、倫敦七七爆炸案以及2006年孟買火車連環爆炸案等等事件都足以證明，恐怖分子視鐵路系統為恐怖襲擊一大目標。因此，反恐亦為鐵路警區主要任務之一。
為了更有效率地調配資源以保護鐵路系統，鐵路警區就各鐵路站的設計、人流以及鄰近地標建築均進行過風險評估，在設計及規劃新鐵路軌道及鐵路站階段時，均會向香港鐵路有限公司就保安事宜上提供意見，確保鐵路站及其相應施能夠達致最佳的保安水平。此外，每年鐵路鐵區皆會和包括香港消防處以及香港鐵路有限公司在內的相關機構合作舉行演習及培育訓練，模擬重大事故以及恐怖襲擊，透過反覆演習訓練，確保相關人員能夠既快速地及有效率地按照既定程序，在跨部門合作下採取緊急應變行動。

## 組織
- 鐵路警區：由一名高級警司出任指揮官，由一名警司出任副指揮官。
  - 行動組：由一名總督察領導。
    - 鐵路應變部隊（英文：Railway Response Team，縮寫：RRT）於2018年12月23日成立[4]，旨在提升鐵路警區面對危機管理、反恐和人群管理的專業水平及應變能力，並且提供額外資源以執行特別任務。由一名高級督察領導，由一名警署警長輔助，首批33名人員於2019年7月完成鐵路事故應變課程後投入服務。截至2020年底，鐵路應變部隊增至47人。[5]

  - 發展及支援組：由一名總督察領導。
    - 鐵路警區推廣隊伍（英文：Railway Policing Promotion Team）

  - 行政組
  - 鐵路青衣警察控制中心（附設於超級車務控制中心）
  - 東鐵線
  - 觀塘線
  - 荃灣線
  - 港島線
  - 東涌線及機場快線
  - 將軍澳線
  - 屯馬線（港鐵錦田大樓1樓）
  - 南港島線
  - 鐵路報案中心
- 鐵路反恐協調委員會（英文：Railway Counter Terrorism Coordination Committee）：於2021年5月成立，由鐵路警區、跨部門反恐專責組、重要基礎設施保安協調中心、反恐特勤隊、五個總區衝鋒隊及港鐵公司代表組成，每季就鐵路反恐安全進行會面。[6]

### 警務設置

#### 鐵路警區控制室
警隊設有兩間鐵路警區控制室（包括九龍塘站），每當接獲999緊急求助來電，並且知悉致電來源於鐵路警區範圍內，指揮及控制中心就會立即將案件轉交鐵路警區控制室跟進。

#### 警務辦公室
鐵路警區在每座港鐵鐵路站均設有警務辦公室，作為指揮及控制中心、處理案件以及用作暫時拘留等等用途。

## 歷史

### 分區成立後，升格為警區
1979年10月，香港地鐵通車，地鐵分區順應成立。香港鐵路運輸經過不斷發展，時至1985年，為了切合需要，地鐵分區升格為警區，成為唯一一個管轄範圍橫跨香港5個陸上總區的警區，又易名為地鐵警區。然而，當時地鐵警區的管轄範圍只限於地鐵沿線；九廣鐵路公司雖然曾爭取另設警務分區，但不果，沿線各站保安僅由所在地各區警署兼轄。直至2003年年底，因應九廣西鐵（今西鐵綫）通車，地鐵警區擴充其管轄範疇至包括九廣東鐵、九廣西鐵以及馬鐵，並且重新命名為鐵路警區。
2007年12月2日兩鐵合併後，香港鐵路有限公司負責管理全部香港鐵路運輸，隨此，鐵路警區亦正式將管轄範圍擴充至香港輕鐵以外全部香港鐵路運輸，為此共84座鐵路站、每日人流近400萬及全球最繁忙的鐵路系統提供警察服務。
2008年4月，由杜拜警察部隊及公路和鐵路交通管理局所組成的訪問團探訪鐵路警區，參觀港鐵超級車務控制中心，了解香港鐵路警政以及接受經驗分享。同月，新加坡警察部隊交通警察處總監率領訪問團到訪鐵路警區，參觀港鐵鐵路站及鐵路警區控制中心，期間雙方探討如何加強交流計劃，促成雙方人員互相訪問。7月6日，英國全国警政改善局成員──布林希爾警察學院國際院校院長和國際警務顧問（中國、亞洲和太平洋區）總監到訪鐵路警區，會見人員以及參觀港鐵設施。

### 鐵路警區應變小組成立
為了提升鐵路警區面對危機管理、反恐和人群管理的專業水平及應變能力，並且提供額外資源以執行特別任務，鐵路警區應變小組應運而生，於2009年7月成立。
2010年11月15日至18日，鐵路警區指揮官鄭國鴻高級警司帶領總督察古璧光、高級督察梁耀光、警署警長陳潮傑、警員管立超及女性警員葉穎瑤訪問上海市公安局城市軌道交通分局，參觀了其總指揮中心、陸家嘴派出所及其指揮中心和警犬訓練基地，以汲取當局在上海世界博覽會舉行期間處理上海市地鐵的警務的經驗，並且交流經驗以及分享心得。
2012年10月至13日，鐵路警區指揮官譚澤恆高級警司和高級督察黎乾偉訪問英國交通警察駐在英格蘭倫敦的國家鐵路警隊，參觀倫敦地鐵及碼頭區輕鐵的所屬警區，以分別了解保安策略、2012年夏季奧林匹克運動會及2012年夏季傷殘奧林匹克運動會的匯報以及日常鐵路網絡運作等等，並且與反恐支援組、地區情報局、英國運輸警察警犬科及其他總部單位交流。此外，亦到訪了溫布萊球場及英國運輸警察暨倫敦警察廳聯合指揮中心，觀摩英國舉行全國性活動時有關警察機構如何透過跨警隊的模式聯合協調各項警察事務。

### 引進警犬參與執勤
針對港鐵鐵路站人多擠迫而容易被利用犯案，鐵路警區於2013年年初透過警犬隊引領巡邏犬及緝毒犬協助撲滅罪行，不定點及不定時執行反罪惡巡邏；與此同時，配合警察機動部隊行動。

### 解散
2023年10月10日，有消息指鐵路警區將解散，近400名警員將調至陸上巡邏。由2024年6月中起，為了提高警務行動效率，鐵路警區將解散，鐵路警區總部將由隸屬於東九龍總區升格至直屬於警察總部，並由行動部掌管。原有的300多名前線警員將重新分配至五大陸上總區，而鐵路應變部隊亦將併入反恐特勤隊，加強反恐能力。

### 歷任主管
- 鄭國鴻
- 余敏生
- 譚澤恒
- 麥展豪（至2015年12月）
- 劉青峰（2016年1月至2018年8月）
- 梁仲文（2018年9月至2020年8月）
- 張惠華（2020年9月至2022年3月）
- 余偉傑（2022年4月至今）

## 監警會報告揭鐵路警區應對「721事件」詳情
2019年7月21日，元朗港鐵站上百名白衣人襲擊途人，鐵路警區並未反應，監警會調查報告摘要如下。
監警會就事件發表長達122頁報告，披露當日一早已有兩名警員在車務控制室做「哨兵」匯報異常情況，但並無在晚上10時42分至11時14分關鍵時刻，向元朗警區行動室匯報有人打鬥、倒地、受傷、流血等情況。快速應變部隊抵達車站上層大堂時，部分白衣人從警員前面跑過，警員並未追趕或截停他們。
新界北總區最高指揮部曾三次聯絡警察總部指揮及控制中心，要求部署額外資源到新界北總區，但換來是「以港島資源部署為首要」的決定。元朗警區行動室重複指示快速應變部隊進行高調巡邏，但快速應變部隊並沒有聽從指示出動。999控制台錯誤將報案合併處理，並無就元朗站J出口對開英龍圍的打鬥，部署任何警員和通知元朗警區行動室處理。
報告指出，元朗事件指控稱警方與黑社會勾結，加劇反修例示威者對警方不滿，進一步推動示威活動，事件共衍生53宗須匯報投訴及19宗須知會投訴，匯報投訴包括警員未能接聽999電話、掛斷999電話、未能到達現場、不禮貌態度、未能回答查詢。監警會指出，警方當日在若干情況下未有及時採取行動，的確激化外界對警方與黑社會勾結的指控，但強調監警會自身沒有法定權限或能力，審查警員是否與黑社會勾結，只能由執法機關調查。
截至目前為止，執法機關暫未針對有關警員與黑社會勾結的指控作出正式調查。

## 訓練
加入鐵路警區的人員需要先接受為期4日的課程，以了解香港鐵路的架構及香港鐵路運輸的特性，並且了解鐵路警區的運作。

### 鐵路意外調查課程
鐵路意外調查課程（英文：Railway Accident Investigation Course），由英國克蘭菲爾德大學災難管理中心設計及授課，內容包括一個綜合由各參與機構均認同之約章以界定各機構在重大鐵路意外調查中之角色及職責、建立指揮及合作之安排以備於嚴重鐵路意外後運作，及評估由鐵路工程人員所提供之證據。除了鐵路警區警務人員和來自其他警區之刑事偵緝警務人員，香港鐵路有限公司職員及香港鐵路視察組人員均會派員參與。

### 鐵路事故應變課程
鐵路事故應變課程（Railway Incidents Response Course）是為期約7週密集式訓練，為通過甄選而成功投考加入鐵路警區應變小組的人員而設計，內容包括反恐（包括觀察及跟蹤可疑的恐怖分子以及在安全情況下疏散公眾）、由機場特警組教授的戰術訓練及FX彈射擊，並且編寫一份附合香港鐵路運輸環境及情況的反恐教材、由爆炸品處理課教授的爆炸品處理、由警察搜查隊教授的反恐安全保障搜查、由警察談判組教授的談判、由警察機動部隊總部教授的人群管理以及由中區特遣隊教授的處理公眾活動等等。

## 已知裝備
一般巡邏小隊使用裝備與普通制服警察無異
，故以下只列出戰術單位，鐵路應變部隊（RRT）的裝備：

### 個人武器
- SIG Sauer MPX衝鋒槍
- SIG SG 516突擊步槍
- HK MP5A3衝鋒槍
- 格洛克17半自動手槍

### 個人裝備
- 作戰服
  - 為灰色或黑色的工作服
    - 剛成立時採用灰色的5.11 Rapid Assault Shirt和5.11 Taclite Pro Pants或全黑的Crye Precision G3作戰服和褲子。
    - 現採用Ops生產的灰色作戰服和褲子。
    - 平常執勤時會穿著一般警察制服。
- 戰術頭盔
  - Ops-Core FAST Ballistic
- 護目鏡
  - Pyramex I-Force Slim
- 抗噪耳機
  - East Gear公司款式
  - Earmor M31
- 夜視鏡
  - NVM-14
- 防毒面具
- C91防生化保護衣
- 抗火頭套
- 保護手套
- 攜板背心
  - Tactical Tailor FLPC或其ESKI公司仿製型
- 搜索筆
- 爆破工具
- 快拔槍套
  - Safariland 6004

## 統計
於2013年，鐵路警區的破案率為48%，當中偷拍裙底風光及非禮案件的破案率則分別為約60%及約90%。

## 公眾聯繫

### 千里眼計劃
自2008年起，警隊透過鐵路社區各界的協助推行《千里眼計劃》（Project Eyes and Ears），意義在於收集鐵路警區的罪案情報並打擊罪行。在港鐵公司的支持下，警員直接與港鐵前線員工、店舖職員及港鐵乘客建立合作關係，擴大舉報罪案的途徑。警隊同時在停車場內實施同類計劃以減少與車輛有關的罪案，該計劃讓車內盜竊案件較前一年大幅降低。

## 相關參考
- 香港警務處架構
- 警區
- 機場警區